# Callejo de Ordás
Callejo de Ordás (en leonés, Calleju) es una localidad española perteneciente al municipio de Santa María de Ordás, en la provincia de León, comunidad autónoma de Castilla y León.

## Véase también

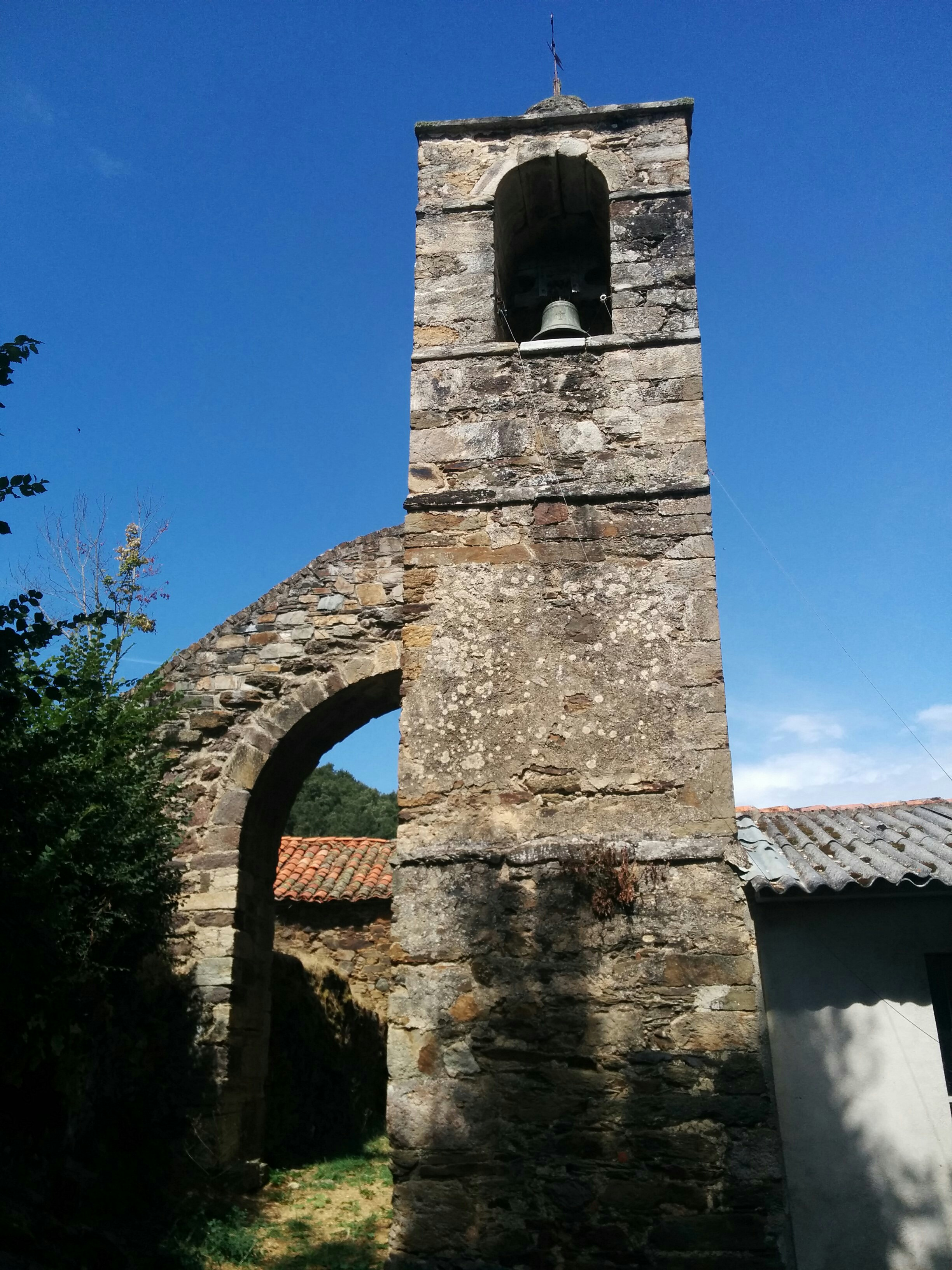
Iglesia de la Asunción de Nuestra Señora

## Geografía

### Ubicación
| Noroeste: Riocastrillo de Ordás    | Norte: Formigones           | Noreste: Villapodambre          |
| Oeste: Adrados de Ordás            |                             | Este: Santa María de Ordás      |
| Suroeste San Martín de la Falamosa | Sur: Villarrodrigo de Ordás | Sureste: Villarrodrigo de Ordás |

## Demografía
Evolución de la población
| Gráfica de evolución demográfica de Callejo de Ordás entre 2000 y 2016 |
|                                                                        |
| Población de derecho (2000-2016) según el padrón municipal del INE     |